# Juan Álvarez de Toledo
Juan Álvarez Alva de Toledo, né à Alba de Tormes en Espagne, le 15 juillet 1488 et décédé à Rome le 15 septembre 1557, est un prêtre religieux dominicain et cardinal espagnol du XVIe siècle.

## Repères biographiques
Álvarez de Toledo  est professeur de philosophie et de théologie à l'université de Salamanque.
Il est nommé évêque de Cordoue en 1523 et transféré au diocèse de Burgos en 1537. Le pape Paul III le crée cardinal lors du consistoire du 20 décembre 1538.  Il est promu à l'archidiocèse de Compostelle en 1550 et est nommé inquisiteur, à Rome, en 1552.
Le cardinal Álvarez de Toledo  participe au conclave de 1549-1550 lors duquel Jules III est élu pape et aux deux conclaves de l'an 1555 (élection de Marcel II et de Paul IV). Paul IV le nomme comme son confesseur et lui donne un appartement au palais apostolique.